# 小行星2619
小行星2619（2619 Skalnaté Pleso），天文學臨時編號1979 MZ3，是一顆位於小行星帶的小行星，於1979年6月25日由天文學家舒爾特·巴斯和埃莉諾·赫琳於澳洲賽丁泉天文台發現。
該小行星以位於斯洛伐克的岩湖天文台命名。